# 大堀溪
大堀溪為一位於台灣北部之縣市管河川，幹流長度18.59公里，流域面積47.38平方公里，分佈於桃園市觀音區、新屋區、中壢區、楊梅區。主流（最長河道）上游為頭洲溪，發源於楊梅區高榮里東高山頂西側埤塘，向北北西流入新屋區境，併入六股溪，日治時期《台灣堡圖》標示地名「六古」，Google地圖將部分六古溪誤植為大古溪。六股溪至富源附近改稱富源溪，並成為新屋區、觀音區界河。續流至泉州厝，匯入大堀溪本流。
大堀溪本流則發源於中壢區過嶺里雙堂屋東側，再流經下大堀、金湖、溪底，最終於崁頭仔附近注入台灣海峽。

## 水系主要河川
- 大堀溪：桃園市觀音區、新屋區、中壢區、楊梅區
  - 瓦窯溝：桃園市觀音區
  - 富源溪：桃園市觀音區、新屋區、楊梅區
    - 六股溪：桃園市新屋區、楊梅區
      - 頭洲溪：桃園市新屋區、楊梅區